# Bahnwärterhaus Schönebecker Straße

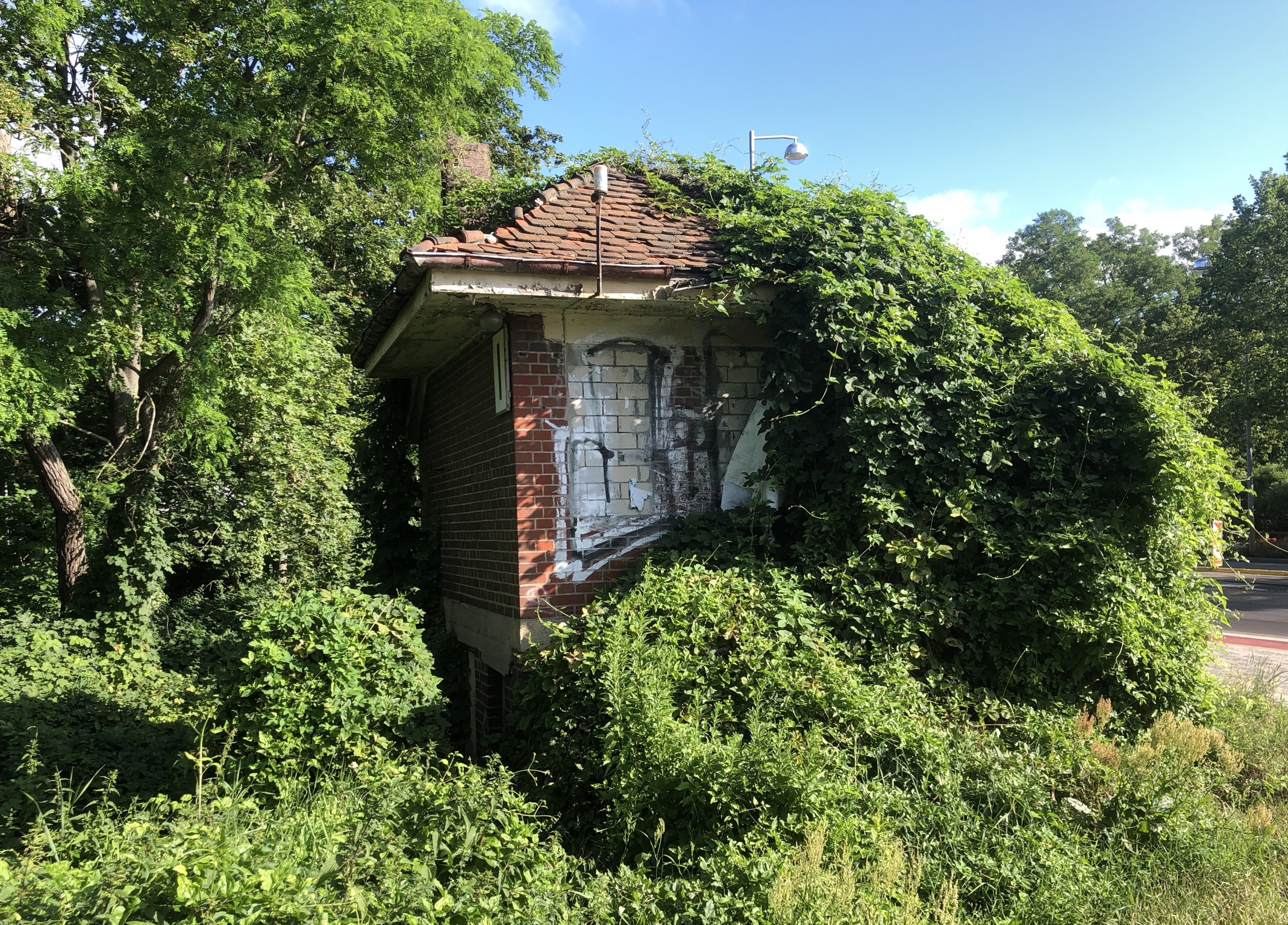
Bahnwärterhaus Schönebecker Straße, Blick von Süden, 2019

Das Bahnwärterhaus Schönebecker Straße ist ein denkmalgeschütztes Bahnwärterhaus in Magdeburg in Sachsen-Anhalt.

## Lage
Es liegt westlich der Schönebecker Straße unmittelbar am nördlichen Ortseingang zum im Magdeburger Stadtteil Buckau. Auf der gegenüber liegenden Straßenseite befinden sich die Gruson-Gewächshäuser.

## Architektur und Geschichte
Das kleine Gebäude ist unverputzt und wurde aus roten Ziegeln errichtet. Die Kubatur ist fast würfelförmig, bedeckt ist der Bau jedoch mit einem deutlich vorkragenden Walmdach. Auf der Nordseite besteht ein kleiner Anbau. Zum Denkmal gehört auch die Schrankenanlage die jedoch nur in Resten erhalten ist.
Ende des 20. Jahrhunderts wurde die Bahnstrecke stillgelegt. Das Bahnwärterhaus steht seitdem leer und ist sanierungsbedürftig. Derzeit (Stand 2019) ist es von Vegetation fast völlig überwuchert.
Im örtlichen Denkmalverzeichnis ist das Bahnwärterhaus unter der Erfassungsnummer 094 76862 als Baudenkmal verzeichnet.
Das Häuschen gilt als Teil der Gleisanlagen entlang des Schleinufers mit der Nachbarschaft zum nördlich gelegenen ehemaligen Elbebahnhof als wichtiges Zeugnis der Eisenbahngeschichte Magdeburgs und wird als städtebaulich bedeutend eingeschätzt.